# NGC 5094
NGC 5094 este o galaxie eliptică situată în constelația Fecioara. A fost descoperită în 27 martie 1786 de către William Herschel. Se află la o distanță de 78,34 de megaparseci de Pământ.